# ハル姉が僕に××する理由
『ハル姉が僕に××する理由』（ハルねえがぼくにぺけぺけするりゆう）は、大見武士による日本の漫画作品。『月刊ドラゴンエイジ』（富士見書房）にて2013年2月号から2014年2月号まで連載された。単行本は全2巻。

## 登場人物
桐崎 秀人

氷室 ハル

## 単行本
- 大見武士『ハル姉が僕に××する理由』富士見書房〈ドラゴンコミックスエイジ〉、全2巻。

1. 2013年9月9日発売 ISBN 978-4-04-712895-8-C0979[1]
2. 2014年5月9日発売 ISBN 978-4-04-070102-8-C0979[2]